# Law & Order: Trial by Jury
Law & Order: Trial by Jury is een Amerikaanse dramaserie. Het was de derde spin-off van Law & Order. De serie draaide bijna alleen maar om het strafproces van de verdachte, ze lieten de voorbereidingen van de aanklagers en de verdachte zien, alsook de rechtszaak. De serie werd op 3 maart 2005 uitgezonden en op 21 januari 2006 werd de laatste aflevering uitgezonden.

## Rolverdeling
| Acteur               | Personage                        |
| -------------------- | -------------------------------- |
| Bebe Neuwirth        | A.D.A. Tracey Kibre              |
| Amy Carlson          | A.D.A. Kelly Gaffney             |
| Kirk Acevedo         | D.A. Investigator Hector Salazar |
| Fred Dalton Thompson | D.A. Arthur Branch               |
| Steven Zirnkilton    | Opening Announcer                |
| Scott Cohen          | Detective Chris Ravell           |